# Neumark (cargueiro)
O Neumark foi um navio alemão que desempenhou diversas funções no decorrer de sua carreira. Ele foi construído no final da década de 1920 pela Howaldtswerke-Deutsche Werft como um navio cargueiro para a Hamburg-Amerika Linie. Teve uma carreira comercial tranquila que foi interrompida pelo início da Segunda Guerra Mundial em 1939, quando foi requisitado pelo Kriegsmarine e convertido no cruzador auxiliar Widder. Ele partiu em sua única viagem nessa função pelo Oceano Atlântico em junho de 1940, sob o comando do capitão de corveta Hellmuth von Ruckteschell. A embarcação afundou nove navios mercantes britânicos e de países neutros, capturando um outro.
A embarcação sofreu de problemas crônicos em seus maquinários, forçando o fim da missão em outubro. Foi considerado inadequado para as funções de cruzador auxiliar, assim renomeado de volta para Neumark e transformado em um navio de reparos na Noruega. Nesta função, ele desempenhou um papel importante nos reparos do couraçado Tirpitz entre 1943 e 1944. Ele foi tomado pelo Reino Unido ao final da guerra e entregue à Ionian Maritime Co., que o operou novamente como cargueiro até 1950 como Ulysses. O navio foi então vendido para a alemã Unterweser Reederei, que o renomeou para Fechenheim e operou até outubro de 1955, quando encalhou próximo de Bergen.